# Seraikela Kharsawan
Seraikela Kharsawan (Oriya: ଷଢେଇଖଳା ଖରସୁଆଁ ଜିଲ୍ଲା; auch Saraikela Kharsawan) ist ein Distrikt im indischen Bundesstaat Jharkhand. Die Distriktverwaltung befindet sich in der Stadt Seraikela. Der Distrikt erstreckt sich über eine Fläche von 2657 km².
Der Distrikt befindet sich im Süden von Jharkhand auf dem Gebiet der früheren Fürstenstaaten Seraikela und Kharsawan. Der Distrikt entstand am 1. April 2001, als er aus dem Distrikt Pashchimi Singhbhum herausgelöst wurde.

## Bevölkerung
Beim Zensus 2011 betrug die Einwohnerzahl von Seraikela Kharsawan 1.065.056. Das Geschlechterverhältnis lag bei 956 Frauen auf 1000 Männer. Die Alphabetisierungsrate betrug 67,70 % (79,03 % bei Männern, 55,88 % bei Frauen). 66,57 % der Bevölkerung sind Hindus, 5,97 % Muslime.

### Bevölkerungsentwicklung
In den ersten Jahrzehnten des 20. Jahrhunderts wuchs die Bevölkerung im Gegensatz zu anderen Gebieten bereits stark an. Trotz Seuchen, Krankheiten und Hungersnöten. Seit 1961 war in den jeweils zehn Jahren zwischen den einzelnen Volkszählungen ein sehr starkes Wachstum zu verzeichnen. Während die Bevölkerung in der ersten Hälfte des 20. Jahrhunderts um rund 87 % zunahm, betrug das Wachstum zwischen 1961 und 2011 158 %. Die Bevölkerungszunahme zwischen 2001 und 2011 lag bei 25,47 % oder rund 216.000 Menschen. Die Entwicklung verdeutlichen folgende Tabellen:
| Jahr      | 1901    | 1911    | 1921    | 1931    | 1941    | 1951    | 1961    | 1971    | 1981    | 1991    |
| Einwohner | 190.062 | 212.210 | 224.453 | 274.259 | 327.053 | 355.319 | 413.188 | 493.874 | 560.359 | 707.175 |

### Bedeutende Orte
Im Distrikt gibt es laut der Volkszählung 2011 nur sieben Orte, die als Städte (towns und census towns) gelten. Davon haben nur Adityapur, Kopali und Seraikela (Saraikela) mehr als 10.000 Einwohner. Dies widerspiegelt den geringen Anteil an städtischer Bevölkerung im Distrikt. Denn nur 258.746 der 1.065.056 Einwohner oder 24,29 % leben in städtischen Gebieten.

### Volksgruppen
In Indien teilt man die Bevölkerung in die drei Kategorien general population, scheduled castes und scheduled tribes ein. Die scheduled castes (anerkannte Kasten) mit (2011) 56.195 Menschen (5,28 Prozent der Distriktsbevölkerung) werden heutzutage Dalit genannt (früher auch abschätzig Unberührbare betitelt). Die scheduled tribes sind die anerkannten Stammesgemeinschaften mit (2011) 374.642 Menschen (35,18 Prozent der Distriktsbevölkerung), die sich selber als Adivasi bezeichnen. Zu ihnen gehören in Jharkhand 32 Volksgruppen. Seraikela Kharsawan gehört zu denjenigen Bezirken, in denen die scheduled tribes stark vertreten sind. Mehr als 5000 Angehörige zählen die Santal (129.867 Menschen oder 12,19 % der Distriktsbevölkerung), Ho (89.145 Menschen oder 8,37 % der Distriktsbevölkerung), Bhumij (67.970 Menschen oder 6,38 % der Distriktsbevölkerung), Munda (44.985 Menschen oder 4,22 % der Distriktsbevölkerung), Oraon (10.528 Menschen oder 0,99 % der Distriktsbevölkerung) und Mahli (7038 Menschen oder 0,66 % der Distriktsbevölkerung).

### Bevölkerung des Distrikts nach Bekenntnissen
Die Hindus bilden die Bevölkerungsmehrheit. Doch gibt es eine starke Minderheit von Anhängern der traditionellen Religionen und eine kleinere Minderheit an Muslimen.
Die Anteile der Hindus sind in den neun Blocks sehr unterschiedlich. Sie schwanken in einem Bereich zwischen 21,63 % im Block Kuchai und 89,41 % im Block Kukru. In den Blocks Gobindpur und Kuchai sind die Anhänger des Hinduismus eine Minderheit.
Die Anhänger des Sarnaismus (einer traditionellen Religion) erreichen Anteile zwischen 2,65 % im Block Kukru und 73,69 % im Block Kuchai. Nebst Kuchai sind sie auch im Block Gobindpur in der Mehrheit und im Block Kharsawan eine starke Minderheit von 41,76 %. Die Muslime haben ihre Hochburgen in den Blocks Chandil (25,19 %) und Kukru (7,71 %). Die genaue religiöse Zusammensetzung der Bevölkerung zeigt folgende Tabelle:
| Jahr                                   | Buddhisten | Buddhisten | Christen | Christen | Hindus  | Hindus | Jainas | Jainas | Muslime | Muslime | Sikhs | Sikhs | Andere Religionen | Andere Religionen | keine Angaben | keine Angaben | Total     | Total    |
| Jahr                                   | Zahl       | %          | Zahl     | %        | Zahl    | %      | Zahl   | %      | Zahl    | %       | Zahl  | %     | Zahl              | %                 | Zahl          | %             | Zahl      | %        |
| -------------------------------------- | ---------- | ---------- | -------- | -------- | ------- | ------ | ------ | ------ | ------- | ------- | ----- | ----- | ----------------- | ----------------- | ------------- | ------------- | --------- | -------- |
| 2011                                   | 187        | 0,02       | 8113     | 0,76     | 709.016 | 66,57  | 72     | 0,01   | 63.588  | 5,97    | 1114  | 0,10, | 280.469           | 26,33             | 2497          | 0,23          | 1.065.056 | 100,00 % |
| Quelle: Ergebnis der Volkszählung 2011 |            |            |          |          |         |        |        |        |         |         |       |       |                   |                   |               |               |           |          |

## Verwaltungsgliederung
Seraikela Kharsawan ist in folgende 9 Blöcke gegliedert:
- Adityapur (Gamharia)
- Chandil
- Gobindpur (Rajnagar)
- Ichagarh
- Kharsawan
- Kuchai
- Kukru
- Nimdih
- Seraikela